# New Castle (Nowy Jork)
New Castle – miasto w Stanach Zjednoczonych, w stanie Nowy Jork, w hrabstwie Westchester.